# میدان مردکا، کوالالامپور

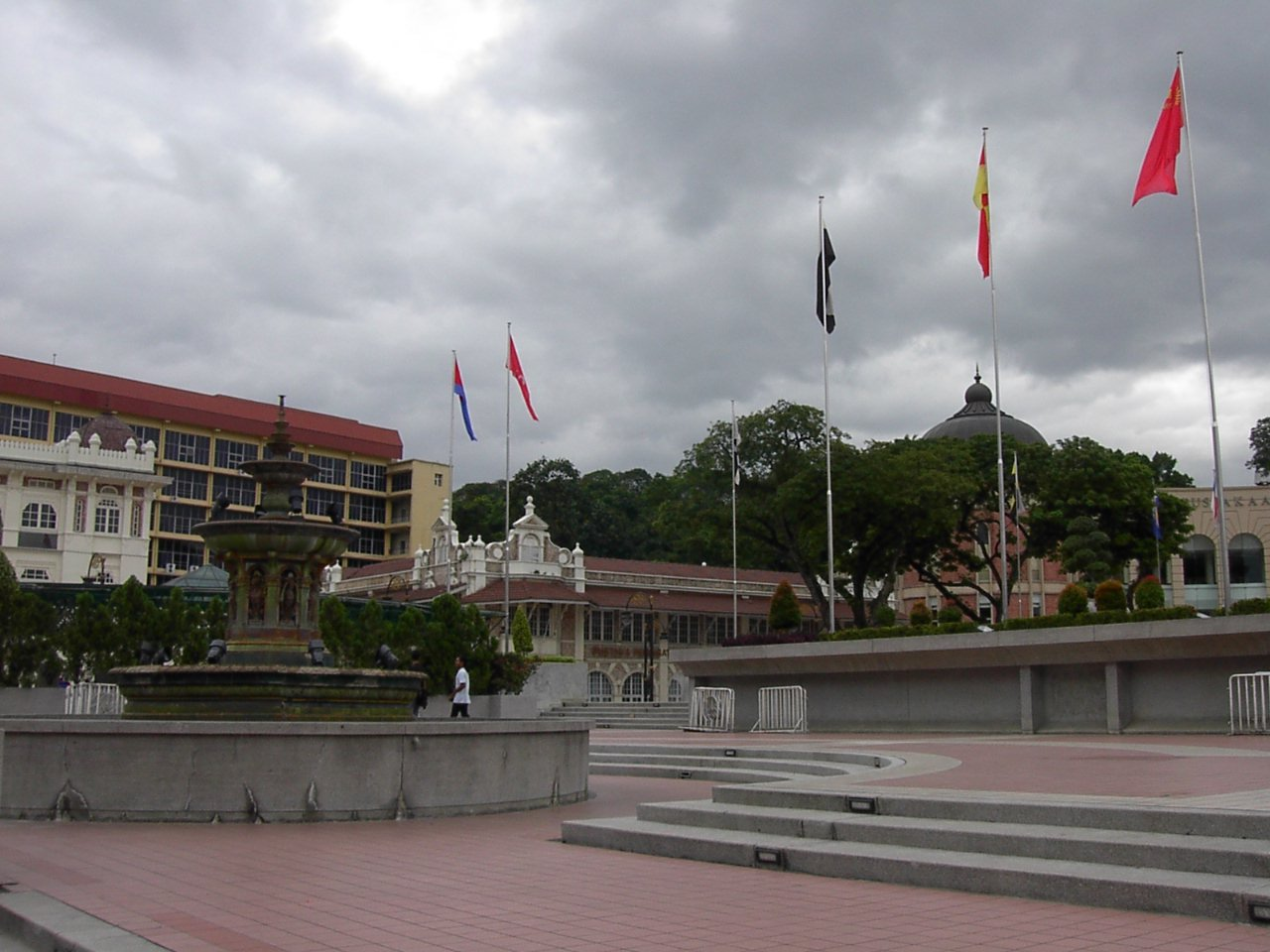
Dataran Merdeka in central Kuala Lumpur

میدان مردیکا یا داترن مردیک در کوالالومپور، مالزی واقع است. این میدان در جلوی ساختمان سلطان عبدالصمد واقع شده است. در اینجا بود که پرچم اتحاد پایین آورده و پرچم مالزی برای اولین بار در نیمه شب ۳۱ اوت ۱۹۵۷ برافراشته شد. زان پس میدان مردیکا مکانی معمول برای رژه سالانه مردیکا بوده است.

## تاریخچه
این میدان که به معنای میدان استقلال است رسماً پادانگ نامیده می‌شد و در اصل زمین کریکت باشگاه سلانگور بود.
الگو:تصویر گسترده
- The flagpole at night
- A plaque at Merdeka Square